# Bhedaghat
Bhedaghat é uma cidade e uma nagar panchayat no distrito de Jabalpur, no estado indiano de Madhya Pradesh.

## Demografia
Segundo o censo de 2001, Bhedaghat tinha uma população de 1840 habitantes. Os indivíduos do sexo masculino constituem 53% da população e os do sexo feminino 47%. Bhedaghat tem uma taxa de literacia de 63%, superior à média nacional de 59,5%; a literacia no sexo masculino é de 71% e no sexo feminino é de 53%. 16% da população está abaixo dos 6 anos de idade.